# Бруно Ваттовац
Бруно Ваттовац (італ. Bruno Vattovaz, 20 лютого 1912 — 5 жовтня 1943) — італійський академічний веслувальник.
Срібний призер Олімпійських Ігор 1932 року в складі розпашної четвірки зі стерновим.